# 龙海乡 (陆良县)
龙海乡，是中华人民共和国云南省曲靖市陆良县下辖的一个乡镇级行政单位。

## 行政区划
龙海乡下辖以下地区：
双箐口村、再邑村、树达棚村、雨古村、大竹园村、古都依村、皈依村、核桃村、新村和小寨村。